# Amnezie posthipnotică
Amnezia posthipnotică este incapacitatea subiecților hipnotizați de a-și aminti materiale învățate înainte sau în timpul hipnozei. Amintirile individului pot fi recuperate fie cu ajutorul unui semn învățat în timpul hipnozei fie cu ajutorul unui indiciu prearanjat.

## Categorii
Există două categorii de amnezie posthipnotică: spontană și sugerată.

### Spontană
Amnezia posthipnotică spontană a fost prima categorie de amnezie posthipnotică descoperită. Ea reprezintă o pierdere de memorie cauzată de faptul că aceasta a fost supusă hipnozei. Aceasta apare fără ca hipnotizatorul să fii dat vreo sugestie subiectului. Conform unui studiu amnezia posthipnotică spontană e mai frecventă la persoanele mai greu de hipnotizat în timp ce la persoanele mai ușor de hipnotizat, apare mai greu.

### Sugerată
Amnezia posthipnotică apare în urma unei sugestii date de hipnotizator subiectului prin care acesta nu-și va mai putea aminti un material specific în urma hipnozei. S-a constatat că amnezia posthipnotică sugerată implică o pierdere mai semnificativă de memorie decât cea spontană. Amnezia posthipnotică implică, de asemenea, o "disociere temporară, bazată pe recuperare, între memoria episodică și cea semantică". Ceea ce face amnezia posthipnotică unică e faptul că toate celelalte amnezii sunt cauzate de traumatisme cerebrale.

## Tipuri

### Amnezia de rechemare
Amnezia de rechemare posthipnotică se referă a incapacitatea unui individ de a-și aminti, atunci când se află într-o stare conștientă normală, evenimentele ce au avut loc în timp ce se afla sub hipnoză. Această amnezie poate fi testată rugând subiecții să relatezefie post-hipnotic ce au făcut de când s-au așezat pe canapea pentru sesiunea de hipnoză. În astfel de teste de obicei subiectul se va angaja în diferite activități cât timp se află sub hipnoză. Unele teste au relatat că acest tip de amnezie posthipnotică e foarte eficient, uneori subiectulvu uitând sută la sută din ce s-a întâmplat cât se afla sub hipnoză. 

### Amnezie de sursă
Amnezia posthipnotică de sursă reprezintă capacitatea indivizilor de a-și aminti corect materialele învățate în timpul hipnozei, fără a-și aminti însă sursa materialelor respective. În cele mai multe studii care analizează acest tip de amnezie posthipnotică, în dată ce subiecții au intrat sub hipnoză, li se pun o serie de întrebări necunoscute. De exemplu: "În ce an s-a născut Freud"? Subiecții care nu pot răspunde corect la aceste întrebări sunt informați de răspunsul corect. Apoi li se dă o sugestie să fie amnezici la tot ce au învățat în timpul hipnozei. După ce subiecții se trezesc din hipnoză, li se administrează aceleași întrebări necunoscute. Subiecții vor răspunde corect la aceste întrebări, fără a-și aminti sursa informațiilor.